# Romagne toscane
La Romagne toscane ou « Romagne florentine » est une région historique de l'Italie centre-septentrionale, comprise sur le versant padano (côté Adriatique) des Apennins, appelée ainsi parce que géographiquement et culturellement romagnole, mais historiquement gouvernée, depuis la fin du XVe siècle, par Florence.

## Histoire
En 1357, le Saint-Siège procède à la réorganisation du territoire et l’État pontifical fut divisé en provinces. Tout le territoire romagnol est inséré dans la Provincia Romandiolae et exarcatus Ravennae, avec Ravenne comme chef-lieu. Cette répartition traversera les siècles, jusqu’en 1816, quand la Romagne fut divisée en deux légations (Ravenne et Forli). À la tête de la Province fut mis un vice-légat, dépendant du cardinal légat de Bologne. Une des modifications territoriales concerne la cession d’une portion du territoire aux Médicis, qui allait constituer la Romagne toscane.
Aujourd’hui, la Romagne toscane ne constitue pas une région administrative en soit, mais est incluse, en grande partie en 1923, dans l'Émilie-Romagne, dans la province de Forlì, tandis que quelques communes sont, administrativement, en Toscane, dans la province de Florence (zone aujourd’hui connue comme le Haut Mugello).
- Les « communes romagnoles » de la Romagne toscane sont : Bagno di Romagna, Dovadola, Galeata, Modigliana, Portico e San Benedetto, Premilcuore, Rocca San Casciano, Santa Sofia, Sorbano, Castrocaro Terme e Terra del Sole, Tredozio et Verghereto.
- Les « communes toscanes » qui constituent la Romagne toscane, sont trois : Firenzuola, Marradi et Palazzuolo sul Senio.

### Officialisation
Le territoire est situé dans la bande aux pieds des montagnes de l’arrière-pays romagnol, depuis le XVe siècle dans la périphérie de la République florentine, puis sous le domaine du grand-duché de Toscane jusqu’en 1859 et, depuis le Risorgimento (Unité italienne), dans la province de Florence jusqu’au 4 mars 1923, quand Benito Mussolini, qui était né à Predappio (prov. de Forlì), rattacha les onze communes comprises dans la circonscription de Rocca San Casciano (alors chef-lieu de la Romagne toscane) à la Province de Forlì, alors que ceux qui tombaient sous l'administration de Florence restèrent en Toscane. De cette façon le Duce fit naître le Tibre, le fleuve de Rome, dans sa zone natale.

## Les confins
La première et plus importante description des territoires romagnols apparaît en 1371 dans la Descriptio Romandiole du cardinal Anglic de Grimoard, frère du pape Urbain V. Depuis lors, la constitution d’un plan du territoire est confiée aux historiens comme Flavio Biondo, Vincenzo Carrari, Leandro Alberti, auteurs de storie patrie(histoires de la patrie) dans laquelle la Romagne est substantiellement identifiée avec la Flaminia de l'exarchat de Ravenne (VIe - VIIIe siècle).
Au cours du temps la Romagne n’a jamais eu de configuration administrative autonome et donc de confins proprement définis, subissant les influences des centres de pouvoirs extérieurs. En effet, du point de vue géo-cartographique, le territoire représenté, jusqu’aux premières cartes officielles, du XVIe siècle jusqu’à l’Unité italienne, reflétait une situation politique et des confins extrêmement fragmentés et des divisions administratives par le duché d’Este, des Légations (de Bologne, Ferrare, Ravenne et Forlì) de l’État pontifical et des communes du grand-duché de Toscane.
Entre la fin du XIXe et le début du XXe siècle, le milieu intellectuel, occupé à la découverte des identités locales, commence un grand débat culturel sur le caractère ethno-anthropologique romagnol et sur la détermination des limites géographiques qui n’ont jamais été précises au cours du temps.
En 1894, l’ingénieur Emilio Rosetti de Forli joint à son dictionnaire géographico-historique consacré à la Romagne une carte qui, pour la première fois, ne codifie les confins. « Cette région aux caractères physiques bien définis comprend actuellement presque entièrement les deux provinces de Forlì et Ravenne avec la république de Saint-Marin et seule une partie des provinces de Bologne, Florence, Arezzo et Pesaro-Urbino... ».
En 1912, le parlementaire Aldo Spallicci, utilisant comme argument « le dialecte parlé dans les zones considérées », propose un territoire culturel et traditionnel plus étendu par des limites « qui doivent être comprises dans les limites de l’antique Flaminia ». Le parlementaire avança, pendant l’Assemblée Constituante, l’hypothèse d’une région de Romagne autonome.

## Provinciae Florentiae in partibus Romandiolae
Fin du XIVe  et début XVe siècle, Florence, grâce aux acquis, aux conquêtes militaires et richesses accumulées, passe la crête des Apennins pour soustraire aux seigneurs féodaux romagnols la domination sur les territoires des bassins des fleuves Marzeno, Montone, Bidente et Savio pour le contrôle des voies de communication sur la plaine padane et l’Adriatique. L'expression Provinciae Florentiae in partibus Romandiolae apparaît pour la première fois dans les Statuts de Florence en 1415, officialisant immédiatement un territoire avec ses propres fonctions administratives.
Le 13 août 1542, pour lutter contre les bandits de grands chemins, le grand-duc Cosme Ier de Toscane actualise un ordre de la juridiction romagnole en attribuant au capitaine de Castrocaro « Pleine autorité pour le jugement et la condamnation de tout acte criminel qui sera commis sur la Podestatie ». C’est le premier acte officiel qui préfigure l’institution de la « Province de Romagne ». Peu d’années après, le 8 décembre 1564, par la volonté de Cosme Ier, la première pierre de la cité planifiée de Terra del Sole est posée comme confins avec l’État pontifical. Cité qui, par l’établissement du premier commissaire grand-ducal, deviendra le centre administratif et judiciaire de l’entière province trans-Apennins du 1er juin 1579 jusqu’en 1772.
En 1776, avec la réforme de Pierre Léopold Ier de Toscane la Province est suspendue et divisée en diverses zones gérées par un vicaire ou un podestat. En 1784, le Tribunal criminel de première instance de Terra del Sole est transféré à Rocca San Casciano qui devient, après la brève parenthèse napoléonienne, le siège de la circonscription.

## La Romagne grand-ducale
La physionomie tortueuse des versants romagnols, documentée dans les cartes du cadastre toscan (1826-1834) et la pénétration en profondeur, non seulement politique mais aussi culturelle et artistique de Florence, dans ce territoire, est encore perceptible dans l'expression architecturale des bâtiments (maisons-tours, fermes avec portiques, tourelles, hôtels particuliers) et dans le paysage agricole même (rangées de cyprès, organisation agricole, forme et taille des champs, phases de culture...). Les centres urbains sont le long de la route principale, autour de l'architecture principale (châteaux, églises, temples, etc.), correspondant à des points centraux du territoire comme gués, ponts ou carrefours routiers dans les vallées et terrasses moins raides et plus fertiles.

## Romandiola cum Dominio Fiorentino
La Romandiola (alias Flaminia) dépeinte entre 1580 et 1583 dans la galerie des cartes géographiques au Vatican par le mathématicien et cartographe dominicain Ignazio Danti, est la plus antique représentation chorographique de l’entière région romagnole connue.
La carte imprimée la plus antique de la Romagne, appelée Romandiola cum Parmensi Ducatu est réalisée en 1589] par Gérard Mercator et, en ce qui concerne la Toscane, la première carte imprimée dont on a connaissance est la Chorographia Tusciae de Girolamo Bellarmato éditée en 1536. Ces cartes, bien que très riche en détail pour l’époque, présentent de notables erreurs cadastrales et ne comportent pas des limites entre les différents domaines.
Les cartes qui apportent un véritable progrès à la cartographie toscane sont celles du « Domaine florentin » et du « Domaine siennois » de Stefano Buonsignori, cosmographe de François Ier de Médicis.
L'œuvre de Buonsignori constitue, pour tout le XVIIe siècle et une bonne partie du XVIIIe siècle, la source principale des représentations cartographiques de la Toscane et servira comme base à la rédaction des cartes par Giovanni Antonio Magini, cartographe et professeur d’astronomie à l'Université de Bologne.
La Romagna olim Flaminia, édition de 1597, 1589 et 1620, la représentation comporte pour la première fois les confins administratifs entre la Romagne et le grand-duché de Toscane, ainsi que les principaux centres représentés par des groupes de tours en perspective, sans préciser toutefois les limites exactes.

## Le paysage agraire
Au milieu du XXe siècle, le paysage de l’arrière-pays de Forli était probablement similaire à celui des siècles précédents. Diverses conditions avaient contribué à maintenir inaltérable l’ambiance du territoire en particulier:
- l’autosuffisance des familles de métayers basée sur la consommation des différents produits cultivés, par les engrais organiques;
- l’isolement des campagnards des grands centres artisanaux de la plaine (les occasions pour fréquenter les « citadins » et échanger ou recueillir des informations sur les évènements de l’époque étaient à l’occasion des marchés aux bestiaux ou les grandes fêtes religieuses annuelles);
- le profond respect, pour ainsi dire écologique, envers la nature environnante;
- le travail rural imposé sous forme cyclique et répétitive.

À la fin du XIXe, dans les collines, tous les espaces étaient pratiquement cultivés, le pâturage se faisait en sous-bois ou sur les champs au repos. La culture principalement arborescente, en ligne protégée par des arbres (mûriers, ormes, érables champêtres). Les arbres fruitiers communs (amandiers, cerisiers, poiriers, abricotiers, pommiers, pruniers) et arbres fruitiers moins communs (néfliers, pêchers et figuiers)
Les noyers sont implantés près des maisons avec quelques rares exemplaires de grenadiers et jujubiers. Chênes et oliviers séculaires isolés ou groupés au milieu des cultures constituées par une prévalence de grains (38 %), cultures sarclées dont 10 % de maïs et le restant 6 % patate, légumineux, betteraves pour fourrage et plantes potagères. Terre au repos (6 %) et prés dont 15 % naturel et 20 % artificiel (sainfoin cultivé, trèfle, chanvre).
Au début du XXe siècle, le développement des techniques, l’emploi d’engrais chimiques, la sélection de céréales adaptées aux terrains, les plantations plus rentables (vignes, oliviers) ainsi qu’une meilleure sélection des animaux d’élevage ont permis une profonde mutation du paysage agricole. Cette évolution c’est aussi traduit par le départ d’une partie de la population des campagnes vers les centres urbains.

## Sources
- (it) Cet article est partiellement ou en totalité issu de l’article de Wikipédia en italien intitulé « Romagna toscana » (voir la liste des auteurs).